# Uljaniwka
Uljaniwka (ukrainisch Улянівка; russisch Ульяновка Uljanowka) ist eine Siedlung städtischen Typs in der ukrainischen Oblast Sumy mit etwa 2400 Einwohnern (2014).

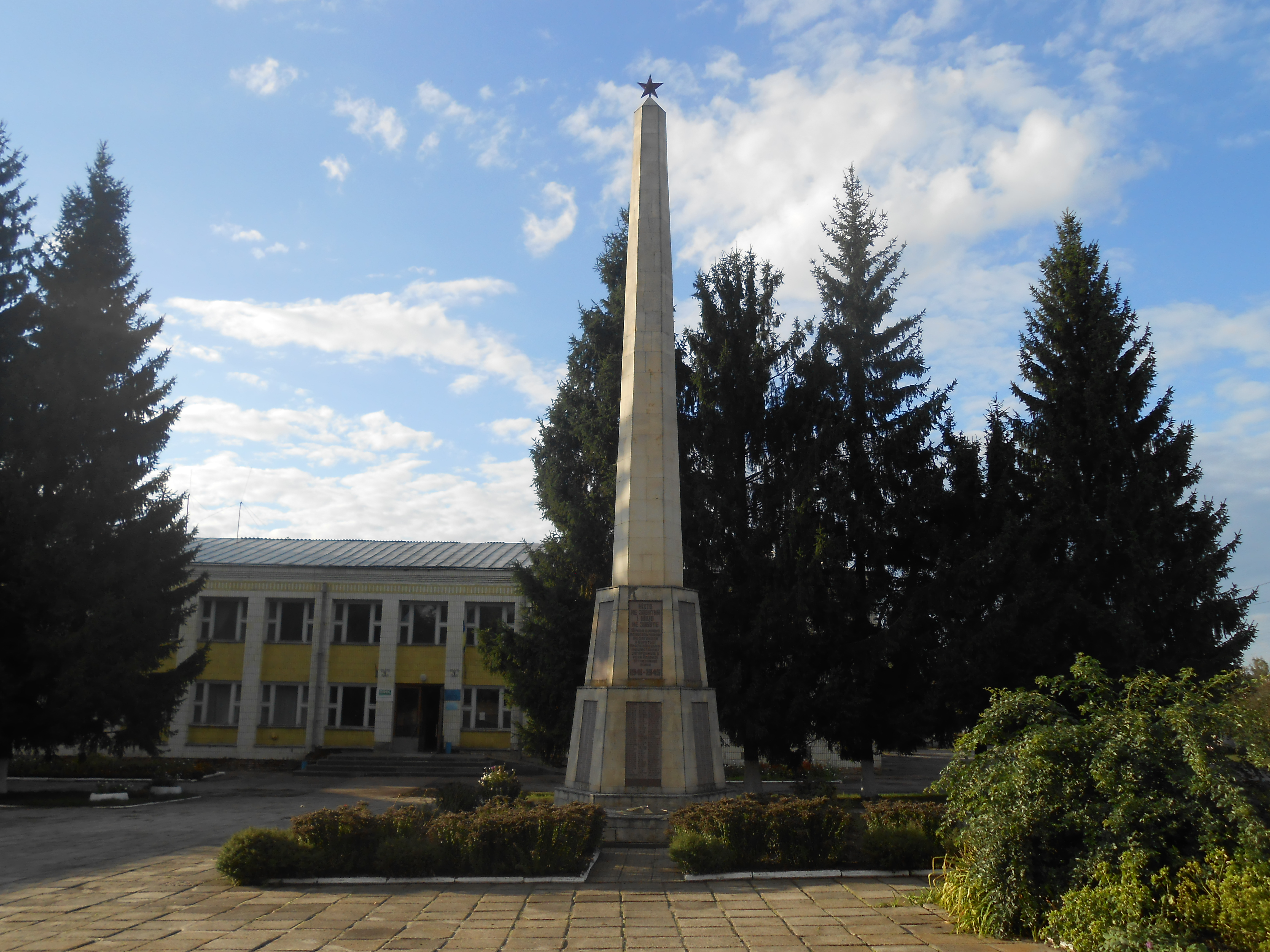
Weltkriegsdenkmal im Ort

Uljaniwka wurde im späten 17. Jahrhundert gegründet und erhielt 1957 den Status einer Siedlung städtischen Typs.

## Geographie
Uljaniwka liegt im Rajon Sumy am Ufer des kleinen Flusses Wyr (ukrainisch Вир), einem Nebenfluss des Seim, 25 km südlich vom ehemaligen Rajonzentrum Bilopillja und 45 km westlich der Oblasthauptstadt Sumy. Durch den Ort führt die Territorialstraße T–19–06, im Süden der Ortschaft verläuft die Regionalstraße P–61. Im Südosten grenzt Uljaniwka an die Siedlung städtischen Typs Mykolajiwka.
Am 12. Juni 2020 wurde die Siedlung ein Teil der Siedlungsgemeinde Mykolajiwka, bis dahin bildete sie zusammen mit den Dörfern Bakscha (Бакша) und Pawlenkowe (Павленкове) die gleichnamige Siedlungsratsgemeinde Uljaniwka (Улянівська селищна рада/Uljaniwska selyschtschna rada) im Süden des Rajons Bilopillja.
Seit dem 17. Juli 2020 ist sie ein Teil des Rajons Sumy.